# Paul Joseph Weitz
Paul Joseph Weitz (Erie, 25 luglio 1932 – Flagstaff, 22 ottobre 2017) è stato un astronauta statunitense.

## Dati personali
Nacque a Erie il 25 luglio 1932. Era sposato con Suzanne M. Berry, nativa di Harborcreek Township in Pennsylvania. Padre di un bambino e di una bambina: Matthew e Cynthia. Spendeva il suo tempo libero dedicandosi particolarmente alla caccia e alla pesca. Sua madre, la signora Violet Futrell, di Norfolk in Virginia, è deceduta nel 2001. Morì il 22 ottobre 2017 a causa della sindrome mielodisplasica.

## Educazione
- Concluse l'istruzione di secondo grado presso la Harbor Creek High School di Harborcreek Township in Pennsylvania. Lo stadio di questa High School venne nominato in suo onore.
- 1954: titolo di studio di bachelor in ingegneria aeronautica conseguito presso la Pennsylvania State University;
- 1964: titolo di studio di master, sempre in ingegneria aeronautica, conseguito presso l'istituto di formazione della marina militare, la U.S. Naval Postgraduate School di Monterey in California.

## Esperienze
Weitz venne assegnato al suo corpo militare come premio conseguito presso il programma di formazione per ufficiali di riserva della Pennsylvania State University. Per un anno prestò servizio nella marina militare a bordo di un incrociatore, prima che potesse incominciare il suo addestramento da pilota. Ottenne le sue wings (ali = abilitazione da pilota) a settembre del 1956. Prestò servizio in diversi squadroni della marina militare prima di essere scelto come astronauta nel 1966. Raggiunse oltre 7.700 ore di volo di cui 6.400 pilotando aerei jet.
Weitz è pluridecorato di onorificenze nel campo militare e civile e membro di influenti associazioni americane.

## Esperienze alla NASA
Weitz è uno dei 19 astronauti scelti dalla NASA ad aprile del 1966 con il quinto gruppo selezionato. Probabilmente avrebbe fatto parte dell'equipaggio nominato per la missione dell'Apollo 20, missione che comunque venne cancellata il 4 gennaio 1970. Così venne nominato pilota del primo equipaggio che raggiunse la stazione spaziale Skylab (lanciata con il razzo vettore Saturn V originariamente ordinato in previsione della missione dell'Apollo 20) nel corso della missione dello Skylab 2 (SL-2). La stessa venne lanciata il 25 maggio e atterrò il 22 giugno 1973 durando pertanto 28 giorni. Raggiungendo 672 ore e 49 minuti di volo nel laboratorio spaziale, l'equipaggio aveva firmato un nuovo record mondiale di permanenza nello spazio durante una singola missione. Durante questa missione, l'astronauta Weitz svolse 2 ore e 11 minuti di attività extraveicolare.
Il suo secondo volo nello spazio fu il ruolo di comandante della missione STS-6, lanciata dal Kennedy Space Center in Florida il 4 aprile 1983. Si trattò della prima missione eseguita con l'orbiter Challenger. Durante questa missione vennero eseguiti molteplici esperimenti, particolarmente confrontando dei processi materiali, di reazione della luce, posizionando con successo il satellite artificiale IUS/TDRS-A in un'orbita geostazionaria, e conducendo delle spettacolari attività extraveicolari durante le quali vennero testati numerosi sistemi di supporto e di equipaggiamento per future passeggiate spaziali. Lo Shuttle trasportava pure tre "Getaway Specials", contenitori posizionati nella baia di carico dello Shuttle per l'esecuzione di diversi esperimenti scientifici nelle avverse condizioni dello spazio. La missione ebbe una durata totale di 120 ore prima che il 9 aprile 1983 il Challenger atterrasse sulla pista dell'Edwards Air Force Base in California. Con la conclusione di questa missione Paul Weitz raggiunse un totale di 793 ore di volo nello spazio.
Weitz era un alto funzionario del direttivo del Johnson Space Center quando si ritirò dalla NASA a maggio del 1994.
Gli fu intitolato il campo da football americano della Harbor Creek High School.